# Scheibenhardt

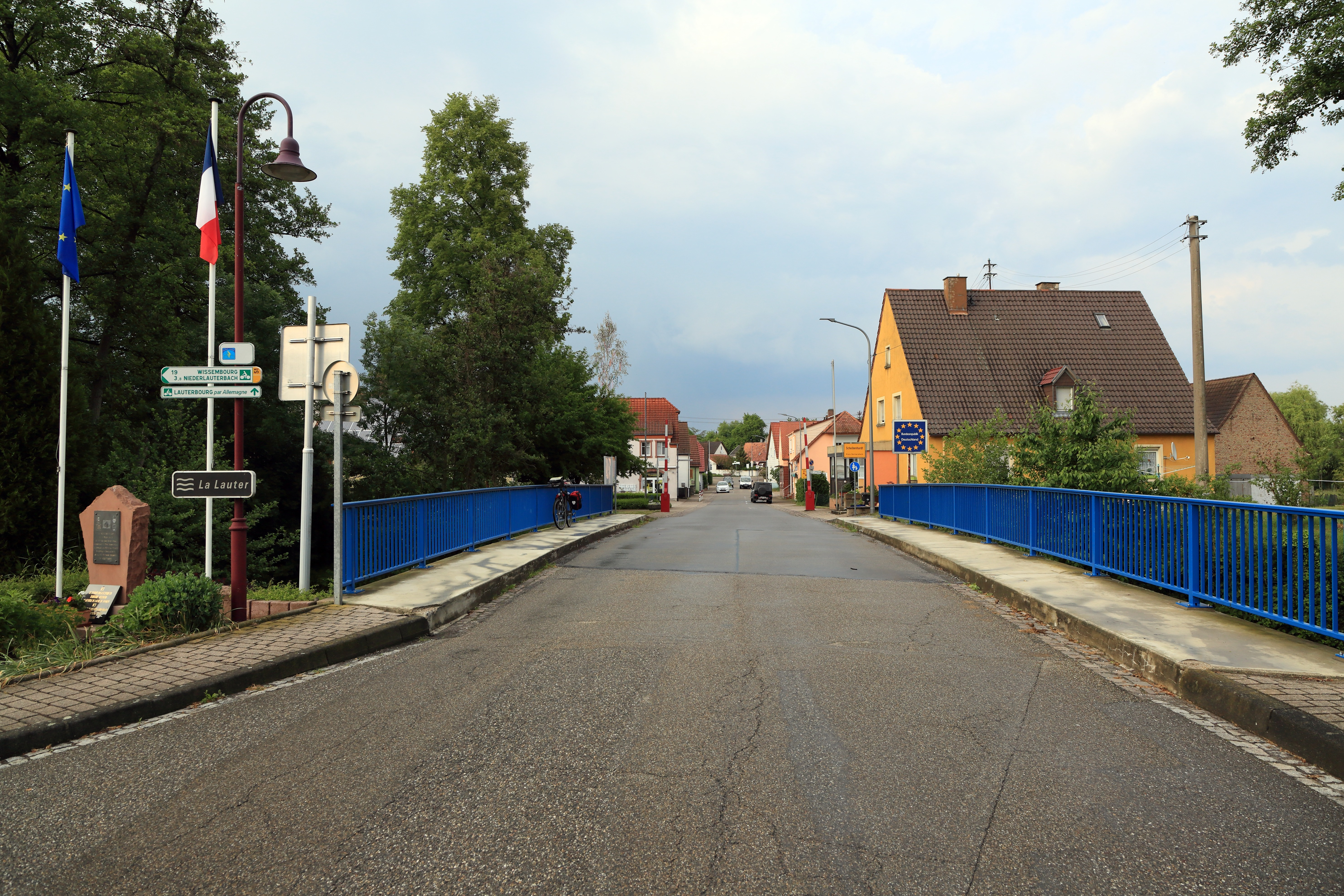
Ortsbild von Scheibenhardt

Scheibenhardt ist eine Ortsgemeinde im Landkreis Germersheim in Rheinland-Pfalz. Sie gehört der Verbandsgemeinde Hagenbach an und ist Grenzort zu Frankreich.

## Geographie
Die Gemeinde liegt in der Südpfalz im Bundesland Rheinland-Pfalz an der deutsch-französischen Grenze. Unmittelbar im Süden fließt der Fluss Lauter, der hier die Staatsgrenze bildet. Südlich der Lauter liegt der Ort Scheibenhard in Frankreich. Die Bebauung beider Orte geht fast nahtlos ineinander über. Zu Scheibenhardt gehört zusätzlich der Wohnplatz Bienwaldmühle.

## Geschichte
Scheibenhardt und die französische Nachbargemeinde Scheibenhard bildeten ursprünglich eine Gemeinde. Von 1802 bis 1815, als die Pfalz Teil der Französischen Republik (bis 1804) und anschließend Teil des Napoleonischen Kaiserreichs war, war sie in den Kanton Lauterbourg eingegliedert. 
1815 wurde die Lauter im Zweiten Pariser Frieden als Grenze zwischen Deutschland und Frankreich festgelegt. 1815 wurde der Teil nördlich der Lauter Österreich zugeschlagen. Bereits ein Jahr später wechselte der Ort wie die gesamte Pfalz in das Königreich Bayern. Ab 1815 war der Ort Bestandteil des Kanton Kandel. Von 1818 bis 1862 gehörte Berg dem Landkommissariat Germersheim an; aus diesem ging anschließend das Bezirksamt Germersheim hervor. Im Zuge der Grenzkonvention zwischen Bayern und Frankreich 1825 wurde der Grenzverlauf gen Frankreich auf den etwas weiter südlich verlaufenden Kanal der Lauter verlegt. Als 1871 das Elsass zum Deutschen Reich kam, blieben die beiden Gemeinden weiterhin getrennt. 
Seit 1939 ist der Ort Bestandteil des Landkreises Germersheim. Nach dem Krieg wurde Scheibenhardt innerhalb der französischen Besatzungszone Teil des damals neu gebildeten Landes Rheinland-Pfalz. Im Zuge der ersten rheinland-pfälzischen Verwaltungsreform wurde der Ort 1972 in die neu geschaffene Verbandsgemeinde Hagenbach eingegliedert. Am 10. Juni 1979 wurde ein Gebietsteil der Gemeinde Wörth am Rhein mit 60 Einwohnern nach Scheibenhardt umgemeindet.

## Bevölkerung

### Einwohnerentwicklung
Wenn nicht gesondert aufgeführt, ist die Quelle der Daten das Statistische Landesamt Rheinland-Pfalz.
| Jahr | Einwohner |
| ---- | --------- |
| 1815 | 592       |
| 1835 | 664       |
| 1849 | 753       |
| 1861 | 744       |
| 1871 | 644       |
| 1905 | 604       |
| 1939 | 560       |

| Jahr | Einwohner |
| ---- | --------- |
| 1950 | 474       |
| 1965 | 503       |
| 1970 | 529       |
| 1975 | 501       |
| 1980 | 620       |
| 1985 | 626       |
| 1990 | 651       |

| Jahr | Einwohner |
| ---- | --------- |
| 1995 | 702       |
| 2000 | 714       |
| 2005 | 704       |
| 2010 | 683       |
| 2013 | 658       |

### Religion
2012 waren 63,5 Prozent der Einwohner katholisch und 17,3 Prozent evangelisch. Die übrigen gehörten einer anderen Religion an oder waren konfessionslos. Im Jahr 1871 waren von den insgesamt 644 Einwohnern 632 katholisch und 12 evangelisch.

## Politik

### Gemeinderat
Der Gemeinderat in Scheibenhardt besteht aus zwölf Ratsmitgliedern, die bei der Kommunalwahl am 9. Juni 2024 in einer personalisierten Verhältniswahl gewählt wurden, und dem ehrenamtlichen Ortsbürgermeister als Vorsitzendem.
Die Sitzverteilung im Gemeinderat:
| Wahl | SPD | CDU | Gesamt   |
| ---- | --- | --- | -------- |
| 2024 | 5   | 7   | 12 Sitze |
| 2019 | 4   | 8   | 12 Sitze |
| 2014 | 4   | 8   | 12 Sitze |
| 2009 | 3   | 9   | 12 Sitze |
| 2004 | 3   | 9   | 12 Sitze |

### Bürgermeister
Thomas Ehl (CDU) wurde am 10. September 2024 Ortsbürgermeister von Scheibenhardt. Bei der Direktwahl am 9. Juni 2024 hatte er sich mit einem Stimmenanteil von 63,6 % gegen einen Mitbewerber durchgesetzt.
Ehls Vorgänger Edwin Diesel (parteilos) hatte das Amt seit 1999 inne. Bei der Direktwahl 2024 trat er nicht erneut an.

### Wappen
| Wappen von Scheibenhardt | Blasonierung: „Von Blau und Silber geteilt, oben ein schwebendes angetatztes silbernes Kreuz, unten eine runde grüne Scheibe“                                        |
| Wappen von Scheibenhardt | Wappenbegründung: Es wurde 1964 vom Mainzer Innenministerium genehmigt und geht zurück auf ein Siegel aus dem Jahr 1737, das das Kreuz des Hochstifts Speyer zeigte. |

## Kultur

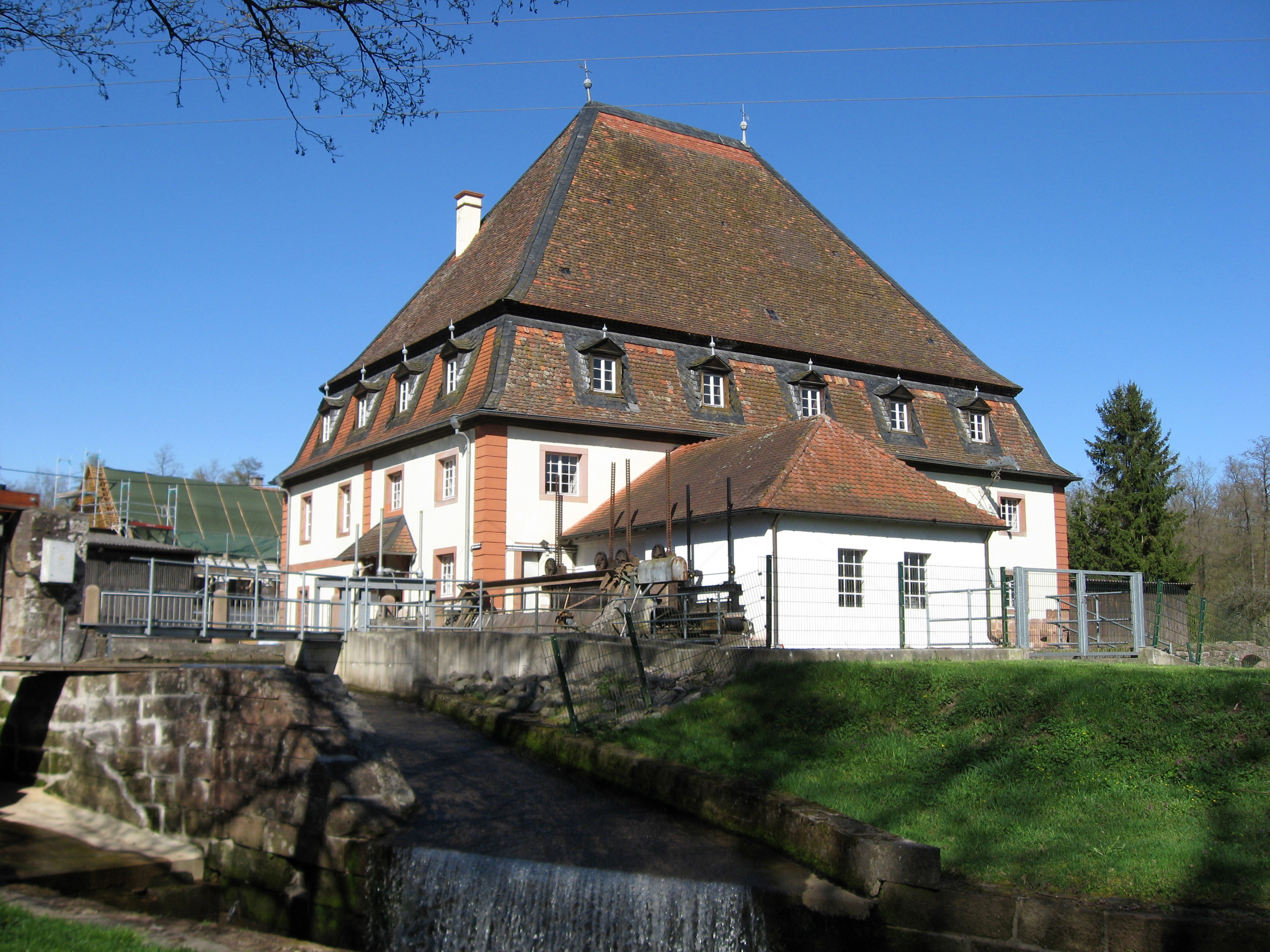
Denkmalgeschützte Bienwaldmühle

### Kulturdenkmäler
Vor Ort existieren insgesamt vier Objekte, die unter Denkmalschutz stehen, darunter die Bienwaldmühle.

### Natur
Mit dem Feldahorn bei der Bienwaldmühle existiert innerhalb des Gemeindegebiets ein Naturdenkmal. Das EU-Vogelschutzgebiet Bienwald und Viehstrichwiesen erstreckt sich unter anderem über die Gemeindegemarkung, ebenso das Naturschutzgebiet Lauterniederung.

### Beziehungen zur Nachbargemeinde Scheibenhard
Jedes Jahr im Sommer findet ein von der Bevölkerung beider Gemeinden gemeinsam gefeiertes Brückenfest statt. Die Gemeinden Scheibenhardt und Scheibenhard sind zusammen an eine Kläranlage auf französischem Gebiet angeschlossen.
Außerdem besuchen sich mehrmals im Jahr die Kinder der Kitas der beiden Orte.

### Medien
In beiden Gemeinden wurden fünf Folgen der 1980/81 erstausgestrahlten Fernsehserie Achtung Zoll! gedreht. Scheibenhardt hieß in der Serie „Effelstein“.

## Wirtschaft und Infrastruktur

### Verkehr
Scheibenhardt ist über die Buslinie 549, die die beiden Bahnhöfe Kandel und Berg miteinander verbindet, an das Nahverkehrsnetz angeschlossen. Mitten durch die Gemeinde führt die Landesstraße 545. Mitten innerhalb des Siedlungsgebiets zweigt von dieser die Kreisstraße 16 nach Minfeld ab. Ganz im Osten des Gemeindegebiets verläuft vor Erreichen der Grenze zu Frankreich die Bundesstraße 9 für ein kurzes Stück über die Gemeindegemarkung.

### Behörden
Die Gemeinde gehört zum Zuständigkeitsbereich des Amtsgerichts Kandel.

### Tourismus
Mitten durch den Ort verlaufen der Pamina-Radweg Lautertal und der Skulpturenweg Hagenbach – Lauterburg.

## Persönlichkeiten

### Ehrenbürger
- 1991, 10. Mai: Raimund Carl (* 2. Januar 1924, † 10. Dezember 2002), Bürgermeister 1960–1991[16][17]

### Weitere Persönlichkeiten
- Manfred Meurer (1947–2012), Geograph, lebte in Scheibenhardt.
- Dominik Werling (* 1982), Fußballspieler, spielte in der Saison 2012/13 beim SV Scheibenhardt